# Алагон (Сарагоса)
Алагон (ісп. Alagón) — муніципалітет в Іспанії, у складі автономної спільноти Арагон, у провінції Сарагоса. Населення — 7178 осіб (2010).
Муніципалітет розташований на відстані близько 260 км на північний схід від Мадрида, 23 км на північний захід від Сарагоси.

## Демографія
Динаміка населення (INE ):

## Галерея зображень

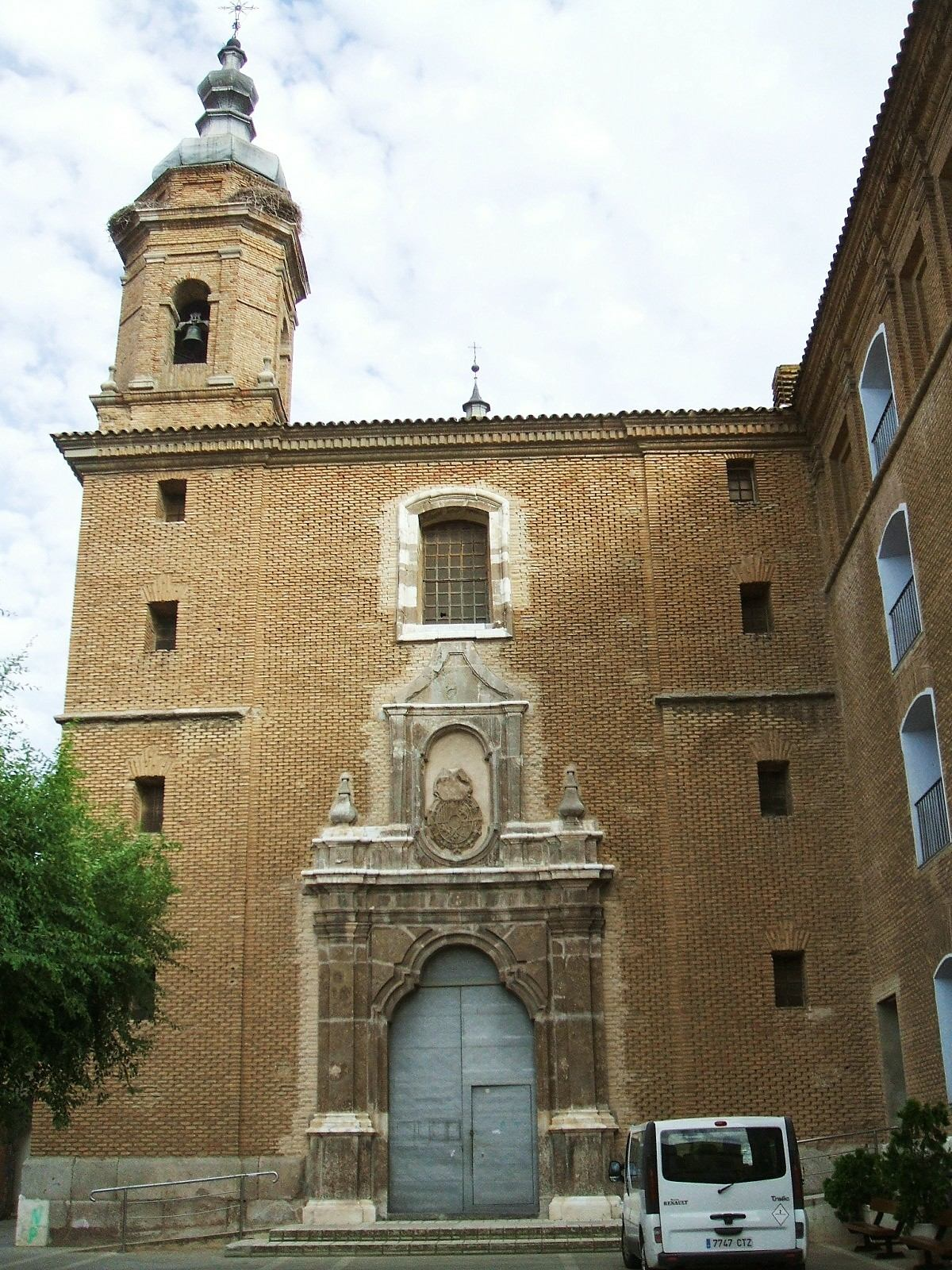
Церква Сан-Антоніо-де-Падуа
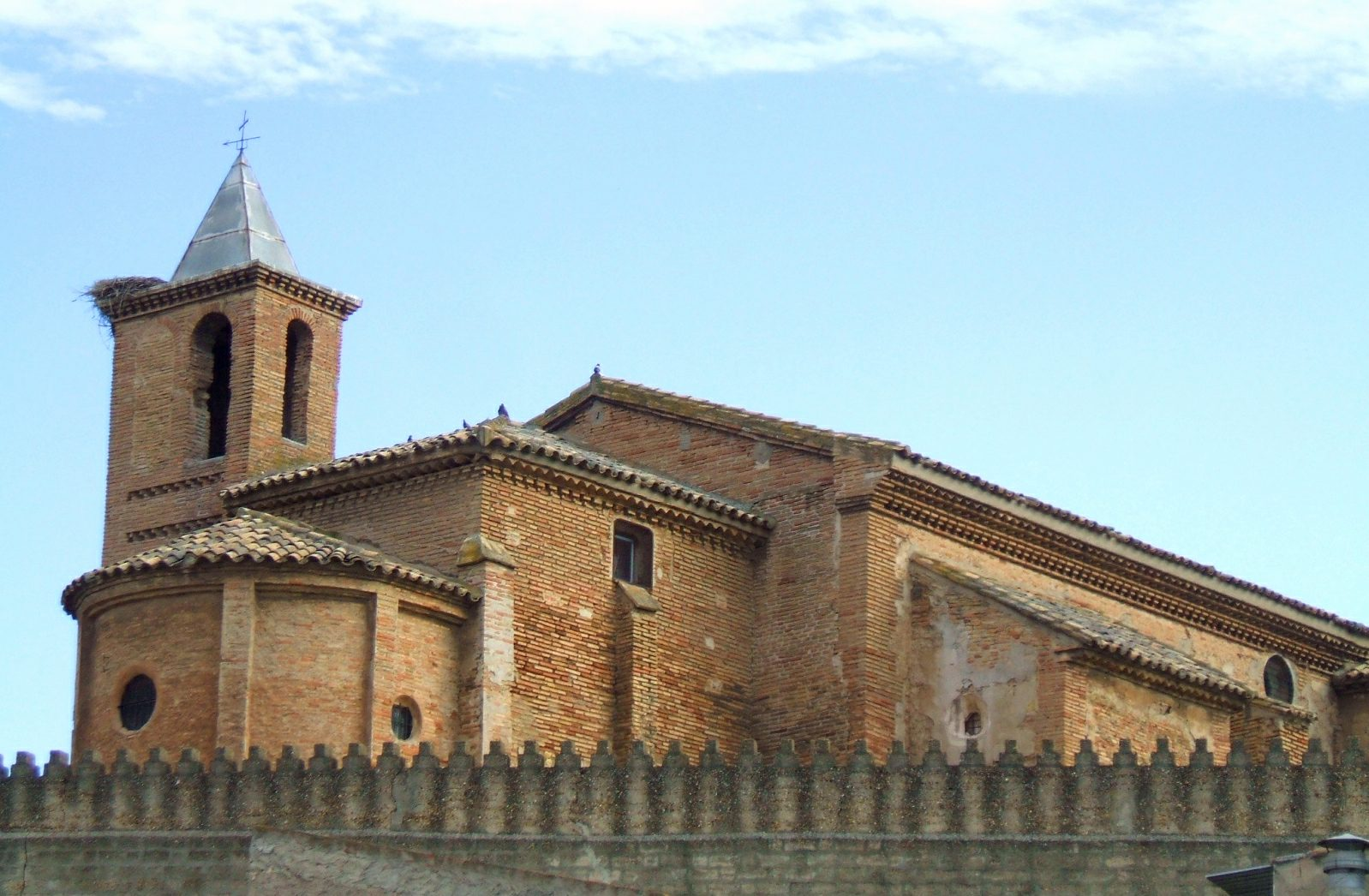
Церква Нуестра-Сеньйора-дель-Кастильйо
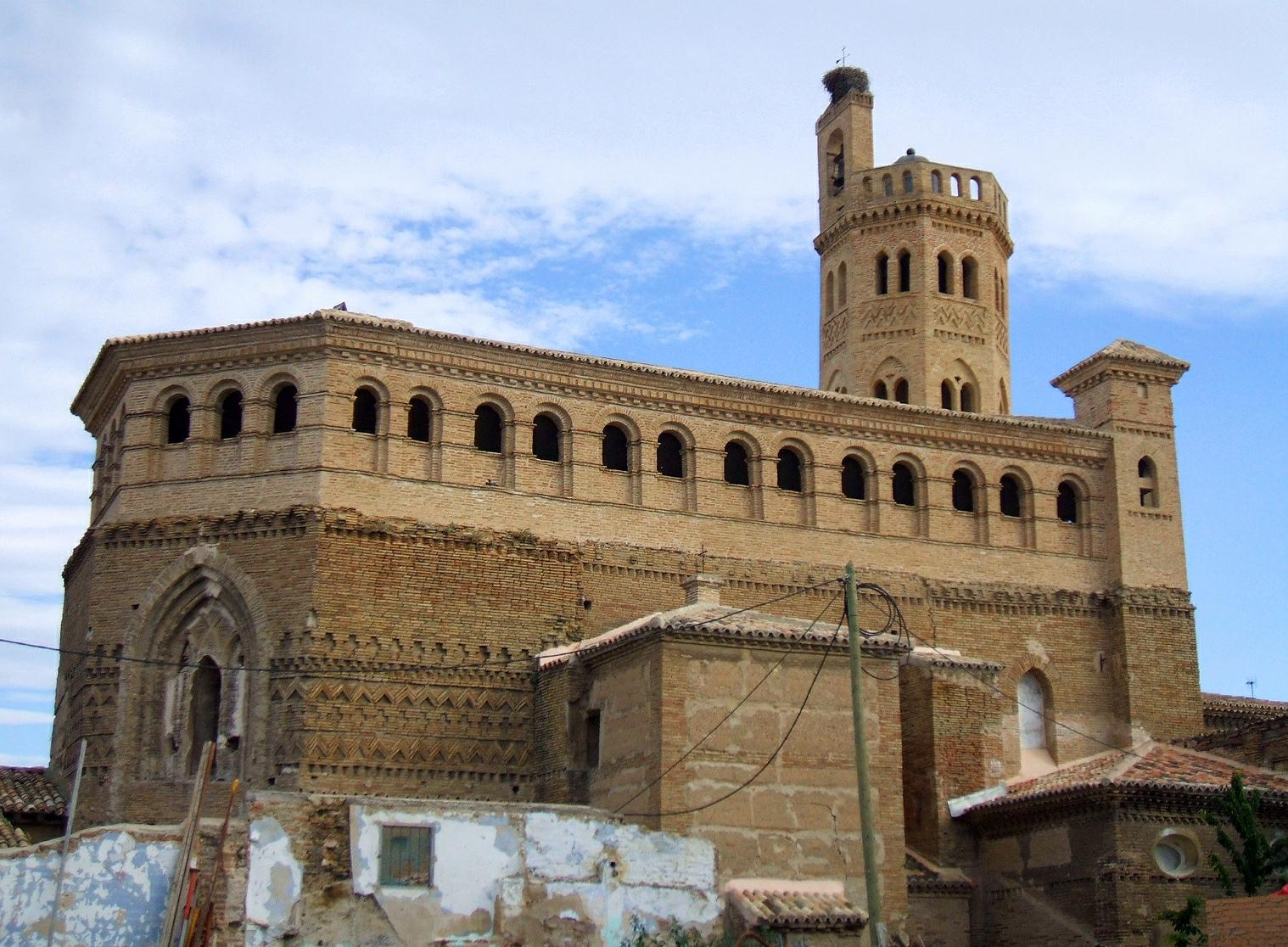
Парафіяльна церква Сан-Педро-Апостол